# Talija Jarullowna Chabrijewa

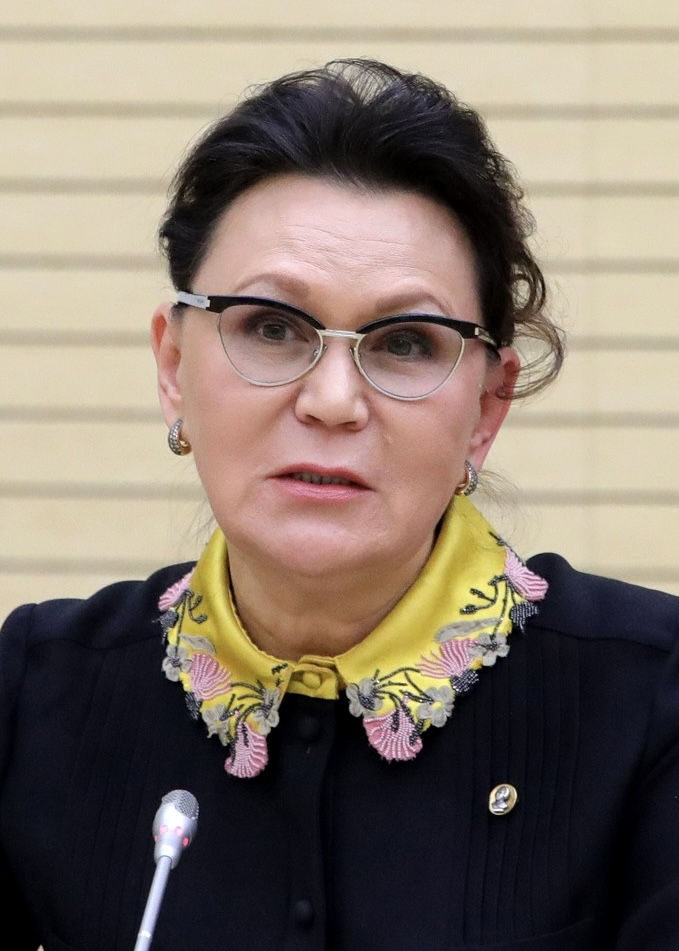
Talija Jarullowna Chabrijewa

Talija Jarullowna Chabrijewa, geboren Nassyrowa, (russisch Талия Ярулловна Хабриева, урожд. Насырова; * 10. Juni 1958 in Kasan, Tatarische ASSR) ist eine sowjetische bzw. russische Juristin und Hochschullehrerin.

## Leben
Das Studium an der Universität Kasan in der Juristischen Falultät schloss Chabrijewa 1980 mit Auszeichnung ab. Es folgte dort die dreijährige Aspirantur.
Darauf arbeitete Chabrijewa im Moskauer Allunions-Forschungsinstitut für Sowjetische Gesetzgebung. Sie verteidigte 1985 ihre Dissertation über eine teleologische Auslegung des sowjetischen Rechts im Hinblick auf Konzeption, Inhalt und Rolle in der juristischen Praxis mit Erfolg für die Promotion zur Kandidatin der Rechtswissenschaften.
An der Universität Kasan begann Chabrijewa zu lehren und wurde Assistentin am Lehrstuhl für Staatsrecht und internationales Reccht der Juristischen Fakultät, um 1992 zur Dozentin ernannt zu werden.
Von 1996 bis 2002 war Chabrijewa führende wissenschaftliche Mitarbeiterin des Moskauer Instituts für Staat und Recht der Russischen Akademie der Wissenschaften. Sie leitete den Sektor Theorie und Verfassungsrecht und stellvertretend das Zentrum für Öffentliches Recht des Instituts. Sie verteidigte 1997 ihre Doktor-Dissertation über Theorie und Praxis der Auslegung der Verfassung der Russischen Föderation mit Erfolg für die Promotion zur Doktorin der Rechtswissenschaften. Dazu war sie 1998–2001 Staatssekretärin und Vizeministerin des Ministeriums für Angelegenheiten der Föderations-, Nationalitäten- und Migrationspolitik der Russischen Föderation.
Am Staatlichen Moskauer Institut für Internationale Beziehungen (MGIMO) wurde Chabrijewa 2000 Professorin des Lehrstuhls für Verfassungsrecht. Sie wurde 2001 Direktorin des Instituts für Gesetzgebung und Vergleichende Rechtswissenschaft der Russischen Föderation. Ihr h-Index beträgt 86. Sie ist Kuratoriumsmitglied der Universität Kasan. Seit 2003 ist sie Gastprofessorin der Université Paris 1 Panthéon-Sorbonne. Sie ist Kuratoriumsmitglied der Universität Kasan.
Seit 2007 ist Chabrijewa Präsidiumsmitglied der Obersten Attestierungskommission für Anerkennung akademischer Grade des Bildungsministeriums der Russischen Föderation. Sie wurde 2008 zum Korrespondierenden Mitglied, 2011 zum Vollmitglied und 2013 und erneut 2018 als erste Frau zur Vizepräsidentin der Russischen Akademie der Wissenschaft gewählt.
Chabrijewa wurde 2013 zur Vertreterin der Russischen Föderation in der Venedig-Kommission für Demokratie durch Recht des Europarats ernannt.
Neben dem Vorsitzenden des Staatsduma-Komitees für Staatsaufbau und Gesetzgebung Pawel Krascheninnikow und dem Vorsitzenden des Föderationsrats-Komitees für Verfassungsgesetzgebung und Staatsaufbau Andrei Klischas wurde Chabrijewa 2020 Ko-Vorsizehde der vom Präsidenten der Russischen Föderation Wladimir Putin eingesetzten Arbeitsgruppe zur Vorbereitung der geplanten Verfassungsänderung.
Chabrijewa ist mit dem Pharmakologen und Leiter des Nationalen Forschungsinstituts für Öffentliche Gesundheit Ramil Chabrijew (* 1953) verheiratet und hat zwei Kinder. Sie besitzt ein Landhaus (638 m2) auf einem Grundstück mit 2616 m2 und in Montreux eine Eigentumswohnung mit 118 m2. Es wird vermutet, dass der Chef des russischen Auslandsgeheimdienstes SWR Sergei Naryschkin sie vor russischen kritischen Überprüfungen ihres Vermögens abschirmt.

## Ehrungen, Preise
- Verdiente Juristin der Russischen Föderation (2003)[14]
- Orden der Ehre (Russland) (2005)
- Verdienstorden für das Vaterland IV. Klasse (2008), III. Klasse (2910), II. Klasse (2023)[15]
- Orden der Freundschaft (20013)[16]
- Alexander-Newski-Orden (2015)[17]
- Speranski-Goldmedaille der Russischen Akademie der Wissenschaften (2015)[18]
- Medaille für Stärkung der parlamentarischen Zusammenarbeit der Interparlamentarischen Versammlung der Gemeinschaft Unabhängiger Staaten (2015)[19]
- Goldmedaille für Erfolg in der Wissenschaft der Akademie der Wissenschaften der Republik Tatarstan (2018)[20]
- Ehrendoktorin der Universität St. Petersburg (2019)[21]
- Verdiente Wissenschaftlerin der Russischen Föderation (2020)[22]
- Peter-der-Große-Preis für Stärkung der Rechtsstaatlichkeit der Regierung der Russischen Föderation (2022)[23]
- Ehrenmitglied der Akademie der Wissenschaften der Republik Tatarstan[24]